# Bento de Lacerda Guimarães
Bento de Lacerda Guimarães (Itatiba, 1820 — 8 de junho de 1897), primeiro e único barão de Araras, foi um fazendeiro brasileiro, com propriedades na região de Limeira, tendo sido o fundador do núcleo urbano de Araras após a doação de um terreno para a construção de ua capela datada de 19 de maio de 1865 (atual Basílica Menor de Nossa Senhora do Patrocínio) juntamente com seu irmão, José Lacerda Guimarães, 2º barão de Arari.
Nasceu em Itatiba, numa época em que este município ainda era distrito de Jundiaí, sob a denominação de Belém, filho de Maria Franco (de Camargo) e de Antônio Correia de Lacerda (Guimarães).
Em 1847, Bento e José casaram-se com suas primas Manuela Assis de Cássia Franco e Clara Miguelina de Cássia Franco, respectivamente, ambas filhas de Maria Lourença de Morais e do alferes Joaquim Franco de Camargo, irmão de Maria Franco. Bento e Manuela tiveram cinco filhos, entre os quais destacam-se: Maria Dalmácia de Lacerda Guimarães, casada em segundas núpcias com o tio, o 2º barão de Arari, e o Coronel Antônio de Lacerda Franco, republicano e senador de 1924 a 1930.
A pedido do filho, o Barão aproveitou uma visita de Pedro II do Brasil à região para libertar seus escravos, já em 1887.
Uma de suas antigas residências, construída em 1859, é o atual «Solar dos Alves Lanhosos», em Itatiba, o qual foi posteriormente comprado pelas tradicionais famílias Alves Cardoso e Lanhoso. O solar encontra-se tombado pelo CONDEPHAAT.

## Títulos nobiliárquicos e honrarias
Barão de Araras
Título conferido por decreto imperial em 7 de maio de 1887. Faz referência à cidade paulista de Araras, fundada pelo nobre.

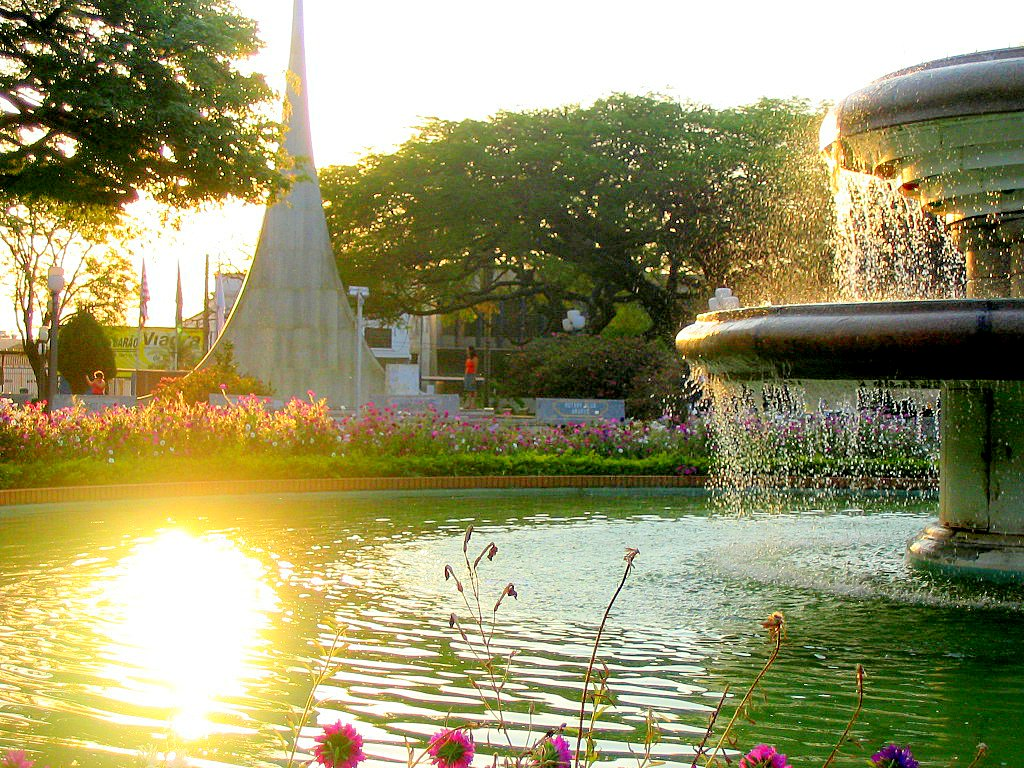
Fonte luminosa na Praça Barão de Araras com o Monumento ao Centenário ao fundo.